# Maison Closset
La maison Closset est un immeuble classé du XVIIIe siècle situé dans la ville de Verviers en Belgique (province de Liège).

## Localisation
Cette maison est située à Verviers, aux nos 138/140/142 de la place Saucy, en rive droite de la Vesdre entre les rues Saucy et Jules Cerexhe.

## Historique
La demeure a été construite pendant la seconde moitié du XVIIIe siècle. Elle abritait les ateliers textiles de Paul von dem Bruch dont la fille épousa un fils de la famille Peltzer, une des riches familles qui ont fait la réputation de Verviers en tant que cité lainière. La conception de cet immeuble à dessein industriel plusieurs décennies avant la révolution industrielle proprement dite rend cette construction moderne et innovante pour l'époque. Elle doit son nom de maison Closset au propriétaire qui a transformé en 1924 l'immeuble en appartements. L'immeuble a fait l'objet d'une restauration par la Régionale verviétoise en 1980 et 1981.

## Description
Du côté sud, l'imposante façade, large d'une vingtaine de mètres, possède huit travées et quatre niveaux (trois étages) surmontés d'un niveau mansardé. Le soubassement est réalisé en pierre calcaire et le reste de la façade est élevé en brique avec encadrements en pierre calcaire. Toutes les baies sont surmontées de linteaux bombés avec clés de voûte passantes. Ces linteaux et les appuis sont prolongés par des bandeaux en pierre calcaire pour les trois niveaux inférieurs. Trente-et-une ancres de chaînage sont visibles sur la façade avant. La façade arrière et les pignons sont aussi percés par plusieurs baies similaires à la façade avant dont quatre baies pour le pignon ouest et treize pour le pignon est. Deux tours indépendantes ont été érigées en 1980 à l'arrière du bâtiment afin d'en faciliter l'accès par niveau.